# 上海交通大学理学院数学系
数学系，为上海交通大学的一个系。1898年南洋公学起设数学课，1928年设数学系。
1952年院系调整时，数学系被调整到复旦大学和华东师范大学。1978年9月重设应用数学系，2001年恢复为数学系。

## 著名系友
- 吴文俊：中华人民共和国国家最高科学技术奖得主。